# Mistrzostwa Europy w Lekkoatletyce 2010 – skok w dal mężczyzn
Skok w dal mężczyzn – jedna z konkurencji rozegranych podczas lekkoatletycznych mistrzostw Europy na Estadi Olímpic Lluís Companys w Barcelonie.

## Terminarz
| Data       | Godzina |            |
| ---------- | ------- | ---------- |
| 30 lipca   | 18:35   | Eliminacje |
| 1 sierpnia | 20:10   | Finał      |

## Rezultaty
| Poz. – pozycja \| CR – rekord mistrzostw \| NR – rekord kraju \| PB – rekord życiowy \| DNS – nie wystartowała |
| SB – najlepszy wynik w sezonie \| X – próba spalona \| – – pominięcie próby \| NM – niezaliczenie żadnej próby |
| * wyniki podawane w metrach                                                                                    |

### Eliminacje
Skoczkowie w dal w rundzie eliminacyjnej zostały podzielone na 2 grupy: A i B. Aby dostać się do finału, w którym startowało 12 zawodników, należało skoczyć co najmniej 8,00 m (Q). W przypadku gdyby rezultat ten osiągnęła mniejsza liczba skoczków lub gdyby żaden ze startujących nie uzyskał minimum, kryterium awansu były najlepsze wyniki uzyskane przez startujących (q).
| Pozycja | Grupa | Zawodnik                      | Reprezentacja   | #1   | #2   | #3   | Rezultat | Uwagi  |
| ------- | ----- | ----------------------------- | --------------- | ---- | ---- | ---- | -------- | ------ |
| 1       | B     | Eusebio Cáceres               | Hiszpania       | 7.73 | 7.90 | 8.27 | 8.27     | =EL    |
| 2       | A     | Christian Reif                | Niemcy          | x    | 7.79 | 8.27 | 8.27     | Q, =EL |
| 3       | B     | Christopher Tomlinson         | Wielka Brytania | 7.98 | 8.20 |      | 8.20     | Q, SB  |
| 4       | A     | Luis Tsatumas                 | Grecja          | 8.17 |      |      | 8.17     | Q      |
| 5       | B     | Andrew Howe                   | Włochy          | 8.15 |      |      | 8.15     | Q      |
| 6       | B     | Michel Tornéus                | Szwecja         | 8.12 |      |      | 8.12     | Q, PB  |
| 7       | B     | Salim Sdiri                   | Francja         | 8.09 |      |      | 8.09     | Q      |
| 8       | A     | Luis Felipe Méliz             | Hiszpania       | 7.94 | 8.06 |      | 8.06     | Q      |
| 9       | A     | Kafétien Gomis                | Francja         | x    | 8.04 |      | 8.04     | Q      |
| 10      | A     | Tommi Evilä                   | Finlandia       | 7.91 | 7.90 | 8.01 | 8.01     | Q      |
| 11      | B     | Roman Novotný                 | Czechy          | 7.86 | x    | 8.00 | 8.00     | Q      |
| 12      | B     | Petteri Lax                   | Finlandia       | 7.48 | 7.98 | x    | 7.98     | q, SB  |
| 13      | B     | Pawieł Szalin                 | Rosja           | 7.81 | 7.66 | 7.94 | 7.94     |        |
| 14      | B     | Povilas Mykolaitis            | Litwa           | x    | 7.85 | 7.94 | 7.94     |        |
| 15      | A     | Dmitrij Płotnikow             | Rosja           | x    | 7.92 | 7.37 | 7.92     |        |
| 16      | A     | Emanuele Formichetti          | Włochy          | x    | 7.91 | 7.80 | 7.91     |        |
| 17      | A     | Otto Kilpi                    | Finlandia       | 7.81 | 7.90 | 7.78 | 7.90     |        |
| 18      | A     | Yochai Halevi                 | Izrael          | x    | 7.78 | 7.90 | 7.90     |        |
| 19      | A     | Gaspar Araújo                 | Portugalia      | x    | 7.83 | 7.87 | 7.87     |        |
| 20      | B     | Jānis Leitis                  | Łotwa           | 6.30 | 7.87 | x    | 7.87     | SB     |
| 21      | A     | Stefano Tremigliozzi          | Włochy          | 7.41 | 7.80 | x    | 7.80     |        |
| 22      | B     | Ołeksandr Sołdatkin           | Ukraina         | x    | 7.66 | 7.32 | 7.66     |        |
| 23      | A     | Joan Lino Martínez            | Hiszpania       | 7.62 | 7.63 | x    | 7.63     |        |
| 24      | B     | Zacharias Arnos               | Cypr            | x    | 7.37 | 7.61 | 7.61     |        |
| 25      | B     | Arsen Sargsjan                | Armenia         | 7.60 | x    | 7.59 | 7.60     |        |
| 26      | A     | Thorsteinn Ingvarsson         | Islandia        | 7.44 | x    | 7.59 | 7.59     |        |
| 27      | B     | Mihaíl Mertzanídis-Despotéris | Grecja          | x    | x    | 7.58 | 7.58     |        |
| 28      | A     | Tõnis Sahk                    | Estonia         | 7.46 | 7.41 | 7.34 | 7.46     |        |
| 29      | B     | Sávvas Diakonikólas           | Grecja          | x    | 7.22 | 7.46 | 7.46     |        |
| 30      | A     | Morten Jensen                 | Dania           | x    | x    | x    | NM       |        |
| 31      | A     | Admir Bregu                   | Albania         | x    | x    | x    | NM       |        |
| 32      | B     | Nikołaj Atanasow              | Bułgaria        | x    | x    | –    | NM       |        |

### Finał
| Poz. | Zawodnik              | Reprezentacja   | #1   | #2   | #3   | #4   | #5   | #6   | Rezultat | Uwagi      |
| ---- | --------------------- | --------------- | ---- | ---- | ---- | ---- | ---- | ---- | -------- | ---------- |
|      | Christian Reif        | Niemcy          | x    | 7.87 | 8.47 | -    | -    | 8.00 | 8.47     | WL, CR, PB |
|      | Kafétien Gomis        | Francja         | 8.00 | x    | x    | x    | x    | 8.24 | 8.24     | PB         |
|      | Christopher Tomlinson | Wielka Brytania | 8.18 | 7.97 | 8.05 | 8.23 | 8.20 | 7.57 | 8.23     | SB         |
| 4    | Salim Sdiri           | Francja         | 8.20 | x    | x    | x    | x    | 8.12 | 8.20     |            |
| 5    | Andrew Howe           | Włochy          | 7.96 | 8.12 | 8.00 | 7.74 | 8.08 | 7.97 | 8.12     |            |
| 6    | Louis Tsatoumas       | Grecja          | x    | 8.09 | x    | x    | 7.66 | x    | 8.09     | SB         |
| 7    | Petteri Lax           | Finlandia       | 7.96 | x    | x    | x    | x    | x    | 7.96     |            |
| 8    | Eusebio Cáceres       | Hiszpania       | 7.92 | x    | 7.93 | -    | x    | x    | 7.93     |            |
| 9    | Michel Tornéus        | Szwecja         | 7.77 | 7.92 | 7.88 |      |      |      | 7.92     |            |
| 10   | Tommi Evilä           | Finlandia       | 7.56 | 7.62 | 7.91 |      |      |      | 7.91     |            |
| 11   | Luis Felipe Méliz     | Hiszpania       | x    | 7.90 | 7.90 |      |      |      | 7.90     |            |
| 12   | Roman Novotný         | Czechy          | x    | 7.65 | x    |      |      |      | 7.65     |            |